# Каменні Ключі (Верхньопишминський міський округ)
Ка́менні Ключі́ (рос. Каменные Ключи) — селище у складі Верхньопишминського міського округу Свердловської області.
Населення — 13 осіб (2010, 9 у 2002).
Національний склад станом на 2002 рік: росіяни — 78 %.